# Primelephas
A Primelephas az emlősök (Mammalia) osztályának ormányosok (Proboscidea) rendjébe, ezen belül az elefántfélék (Elephantidae) családjába tartozó fosszilis nem.

## Tudnivalók
A Primelephas (magyarul: „első elefánt”) ormányosnem, talán amint neve is utal rá a legelső igazi elefántok egyike, bár amint a típusfajának neve is mutatja - a Gomphotheriumokra utalva - négy darab agyarral rendelkezett; az utána következő elefántféléknek csak 2 darab agyaruk van. Ez az emlősnem körülbelül a miocén végén jelent meg és valamikor a pliocénben halt ki. Afrikai elterjedésű volt.

## Rendszerezés
A nembe az alábbi 2 faj tartozik:
- Primelephas gomphotheroides Maglio, 1970 - típusfaj
- Primelephas korotorensis (Coppens, 1965)

## Fordítás
- Ez a szócikk részben vagy egészben  a   Primelephas című angol Wikipédia-szócikk ezen változatának fordításán alapul.  Az eredeti cikk szerkesztőit annak laptörténete sorolja fel. Ez a jelzés csupán a megfogalmazás eredetét és a szerzői jogokat jelzi, nem szolgál a cikkben szereplő információk forrásmegjelöléseként.